# Abhinay Deo
Abhinay Deo est un réalisateur et scénariste indien connu pour ses travaux à Bollywood, à la télévision et dans la publicité. Il a reçu un Filmfare Award du meilleur réalisateur débutant pour Delhi Belly et aussi connu pour la direction des œuvres telles que Game (2011) et Force 2 (en) (2016).